# Barranco de Badajoz

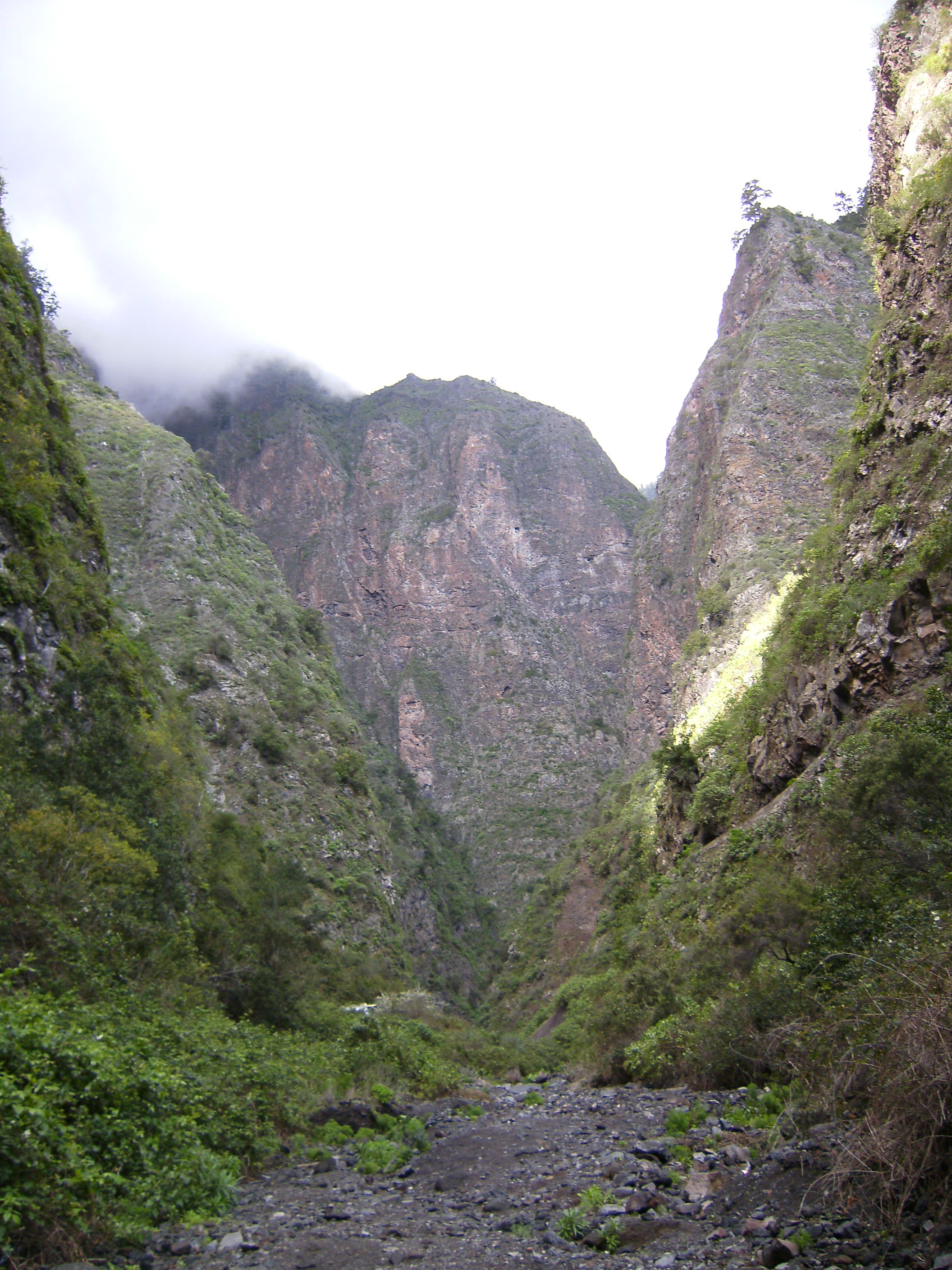
Barranco de Badajoz

Barranco de Badajoz hay Chamoco là một khe núi trên đảo Tenerife (Quần đảo Canaria, Tây Ban Nha), thuộc tỉnh Santa Cruz de Tenerife, một phần của khu tự quản Güímar ở phía đông nam của hòn đảo này.

## Khảo cổ học
Những di tích thời tiền sử quan trọng nhất trên đảo đã được tìm thấy trong khu vực này, minh chứng cho hoạt động của thổ dân Guanche. Ngoài ra, một số xác ướp Guanche đã được tìm thấy ở đây, vì vậy nơi đây rất quan trọng về mặt khảo cổ học.

## Truyền thuyết
Có rất nhiều truyền thuyết về những trải nghiệm mà mọi người từng đến thăm và ở lại chủ yếu vào ban đêm ở Barranco de Badajoz. Nhiều người tuyên bố chính mắt mình đã nhìn thấy sự hiện ra của thiên thần và trải qua nhiều hiện tượng huyền bí khác nhau, từ UFO cho đến yêu tinh quấy phá và tinh cầu, quả cầu lửa, sự hiện diện của huyền thoại Tibicena, nghi lễ thờ cúng Satan và các hiện tượng quang phổ khác. Khu vực này từng được mô tả là có đặc điểm tương tự như Tam giác Bridgewater (Massachusetts) ở Mỹ.